# Kämpfe im Nordosten Syriens (Oktober 2023)
Am 5. Oktober 2023 begannen die türkischen Streitkräfte eine Reihe von Luftangriffen auf die Demokratischen Kräfte Syriens im Nordosten Syriens. Die Luftangriffe wurden unmittelbar nach einem Bombenanschlag in Ankara 2023 durchgeführt, der nach Angaben der türkischen Regierung von Angreifern aus Nordostsyrien verübt wurde.

## Hintergrund
Von den vier UN-Staaten, in denen die Mehrheit der Kurden lebt, ist keiner eine Demokratie. Dort erfahren Kurden eine volksgruppenbezogene Diskriminierung. Der einzig mehrheitlich kurdische Staat ist der De-facto-Staat Rojava im Norden von Syrien.
Mehrmals pro Jahr kommt es zu militärischen Angriffen der Türkei auf kurdische Siedlungsgebiete in anderen Ländern. Große Teile der dortigen kurdischen Gebiete hält sie militärisch besetzt, siehe Türkische Besetzung Nordsyriens und türkische Angriffe auf Kurdistan/Nordirak. Dies wird international mehrheitlich verurteilt.
Am 1. Oktober 2023 ereignete sich in der türkischen Hauptstadt Ankara ein Selbstmordattentat. Der Anschlag verletzte zwei Polizisten und wurde von der Arbeiterpartei Kurdistans (PKK) beansprucht. Am 4. Oktober 2023 erklärte der türkische Außenminister Hakan Fidan, die Attentäter seien über Syrien in die Türkei eingereist und hätten dort eine Ausbildung erhalten. Dies verwendete er als Begründung für den Einsatz der türkischen Streitkräfte im Ausland.

## Verlauf
Am Morgen des 5. Oktober 2023 führte die türkische Luftwaffe 15 Luftangriffe im Gouvernement al-Hasaka in Nordsyrien durch, bei denen 10 Kämpfer der Syrischen Demokratischen Kräfte (SDF) getötet wurden. Auch in den darauffolgenden Tagen kam es immer wieder zu türkischen Angriffen. Es wurden Dutzende Kurden getötet, darunter auch Zivilisten.
Bei den ersten Luftangriffen am 5. Oktober schossen US-Truppen der internationalen Koalition (CJTF-OIR) eine türkische Bayraktar-TB2-Drohne ab, nachdem diese sich dem Koalitionsstützpunkt Tell Baydar genähert hatte.

## Folgen
In der darauffolgenden Woche wurden mehrere Treffen der Partei YSP, auf denen die Angriffe kritisiert wurden, durch die Polizei gewaltsam aufgelöst. Dabei wurden auch mindestens neun Deutsche festgenommen.